# Zakopaná
Zakopaná je malá vesnice v okrese Mladá Boleslav, je součástí obce Branžež. Nachází se 1,4 kilometru severovýchodně od Branžeže.

## Historie
První písemná zmínka o vesnici pochází z roku 1561.

## Pamětihodnosti
- Přírodní rezervace Příhrazské skály